# Onthophagus orbicularis
Onthophagus orbicularis är en skalbaggsart som beskrevs av Lansberge 1885. Onthophagus orbicularis ingår i släktet Onthophagus och familjen bladhorningar. Inga underarter finns listade i Catalogue of Life.